# Loutraki

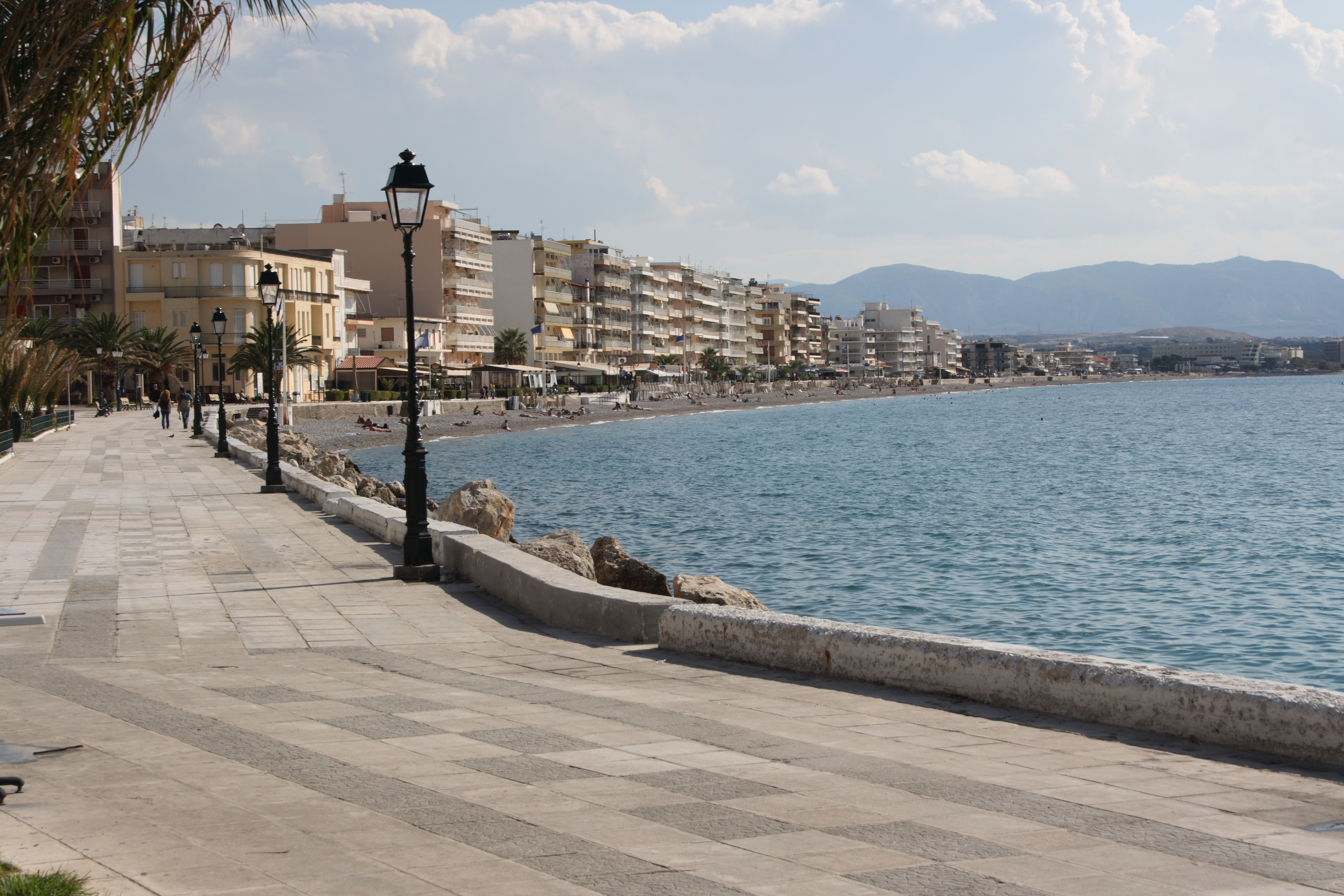

Loutraki (în greacă Λουτράκι) este un oraș în partea de sud a Greciei. Izvoarele minerale de aici, cunoscute pentru proprietățile lor curative încă din Antichitate, au fost folosite pe scară largă începând cu anul 1855.